# Fruit sandwich
Il fruit sandwich (フルーツサンド (furūtsusando?)) è un panino giapponese a base di panna montata e frutta fresca a piacere (fragole, mango, kiwi, pesche, ecc.) racchiuse tra due fette di shokupan (un pane soffice giapponese) o pane al latte.

## Storia
Il fruit sandwich risulta nato durante il periodo Edo a Tokyo o Kyoto, quando aprirono i primissimi negozi di frutta del Giappone. Si presume che la frutta divenne un comune ingrediente per panini nei caffè di Kyoto grazie ai continui rifornimenti provenienti dalle prefetture vicine, come quella di Yamanashi, o dalle città vicine, come Osaka e Kōbe. Stando ad altre testimonianze, fu il negozio di frutta Sembikiya, aperto a Tokyo nel 1834, a inventare il fruit sandwich dopo che il samurai Benzo Ohshima iniziò a vendere della frutta fresca rendendola un alimento di tendenza nella futura capitale giapponese.
Nel 1961 il panificio Furenpan preparò per primo i fruit sandwich triangolari per far sì che fosse visibile il loro ripieno e renderli più semplici da consumare. Ad accrescere la notorietà dei fruit sandwich con tre lati contribuirono in modo particolare i giochi olimpici giapponesi dei 1964, durante i quali venivano venduti al pubblico dei panini alla frutta con tale foggia.
Per molti anni un alimento di lusso, il fruit sandwich è oggi servito nei convenience store e nei bar di tutto il Giappone.